# Phú Ninh, Văn Sơn
Phú Ninh (chữ Hán giản thể:富宁县) là một huyện phía Nam của châu tự trị dân tộc Choang, Miêu Văn Sơn, tỉnh Vân Nam, Trung Quốc. Toàn huyện rộng 5459 km² và có 39 vạn dân (năm 2002). Huyện lỵ là trấn Tân Hóa. Trực thuộc huyện này có 6 trấn và 7 hương.
- Trấn: Tân Hóa, Cựu Triều, Bác Ải, Lý Đạt, Điều Liên và Mộc Ương.
- Hương: Bản Thương, Cốc Lạp, Giả Lũy, Na Năng, Động Ba, A Dụng và Hoa Giáp.